# ماكس لو كلارك
ماكس لو كلارك (بالفرنسية: Max-Firmin Leclerc)‏ (و. 1923 – م) هو كاتب، وشاعر، ومخرج تلفزيوني، من فرنسا.

## وصلات خارجية
- ماكس لو كلارك على موقع IMDb (الإنجليزية)